# Мариинская водная система
Марии́нская во́дная систе́ма, Марианское сообщение — водный путь в России, соединяющий бассейн Волги с Балтийским морем, пролегающий от Рыбинска до Петербургского морского порта через приладожские каналы (1 054 версты). 
Путь состоит как из природных, так и из искусственных водных путей: р. Шексна — Белое озеро — р. Ковжа — Мариинский канал — р. Вытегра — Онежское озеро — р. Свирь — приладожские каналы — р. Нева. Находилась в ведении Вытегорского и Санкт-Петербургского округов путей сообщения.
Строительство водного пути было необходимо Российской империи для снабжения Санкт-Петербурга (как столицы и крупнейшего по населению города) хлебом, древесиной, дровами и другими продуктами, товаров для внешней торговли, доставлявшимися через Рыбинск с низовьев Волги. Для торговли зерном в Рыбинске была устроена Хлебная биржа. Впоследствии по Мариинской системе осуществлялся экспорт пшеницы в Европу.
Строительство системы протяжённостью свыше 1125 км проходило в царствование Павла I и его сына Александра I и заняло 11 лет. Постоянно переустраивалась и совершенствовалась, перекопы в излучинах рек сокращали протяжённость пути. Реконструированная в 1959—1964 годах система получила название Волго-Балтийский водный путь им. В. И. Ленина.

## Проектирование и строительство

#### Изыскания

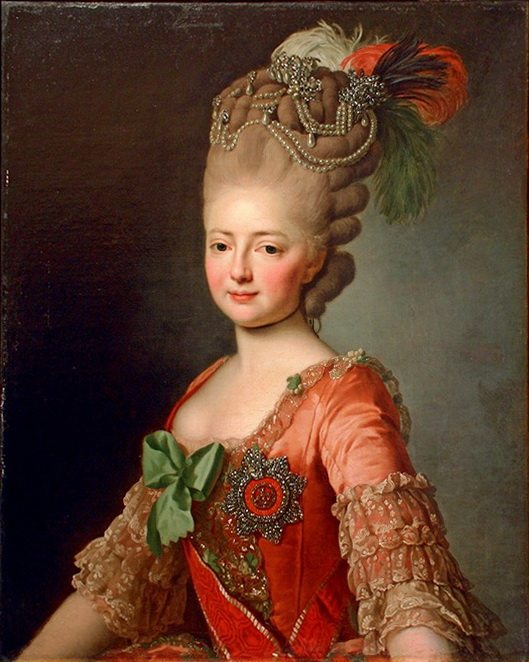
Портрет имп. Марии Феодоровны. Худ. А. Рослин

Исследования по направлению водного пути р. Вытегра — р. Ковжа — Белое озеро — р. Шексна проводились несколько раз: по указу в 1710, и в 1774, 1785 и 1798 годах.
- В 1710 году — изыскания английского инженера Джона Перри по указанию Петра I всех трёх водоразделов Волги и Балтики. Согласно проекту составленному Перри предполагалось соединить Ковжу и Вытегру каналом длиной 7,5 км с 22 шлюзами на нём[2]. Поражение в Русско-турецкой войне и отъезд Перри из России остановили работы на начальном этапе[3].
- В 1774 году —  секунд-майор Лихачёв представил свой проект соединения рек[3].
- В 1785 году Екатерина II повелела генерал-прокурору Сената кн. А. А. Вяземскому организовать исследование местности будущего канала. Их выполнил посланный А. А. Вяземским инженер Яков-Эдуард де Витте, составив предварительный, а затем законченный проект и смету в сумме 1 944 436 рублей. 31 декабря 1787 года Екатерина II выделила на строительство Вытегорского канала 500 000 руб, но тут же переадресовала эти деньги на строительство дорог Петербург — Москва и Петербург — Нарва[4].

Но потребность в поставках товаров в Петербург была столь высока, что вопросом проектирования пришлось заняться начальнику Департамента — графу Якову Ефимовичу Сиверсу. Он лично произвёл рекогносцировку трассы и представил Павлу I доклад о строительстве по Вытегорскому направлению. Направление канала взяли у шотландца Джона Перри.
Деньги в сумме 400 тыс. рублей в год на «скорейшее построение» Вытегорского канала были взяты заимообразно из сохранной казны Воспитательных домов обеих столиц. Поскольку Главноначальствующей заведениями была императрица Мария Фёдоровна, то указом от 20 января 1799 года строящийся канал получил имя «Марьинский».

#### Строительство

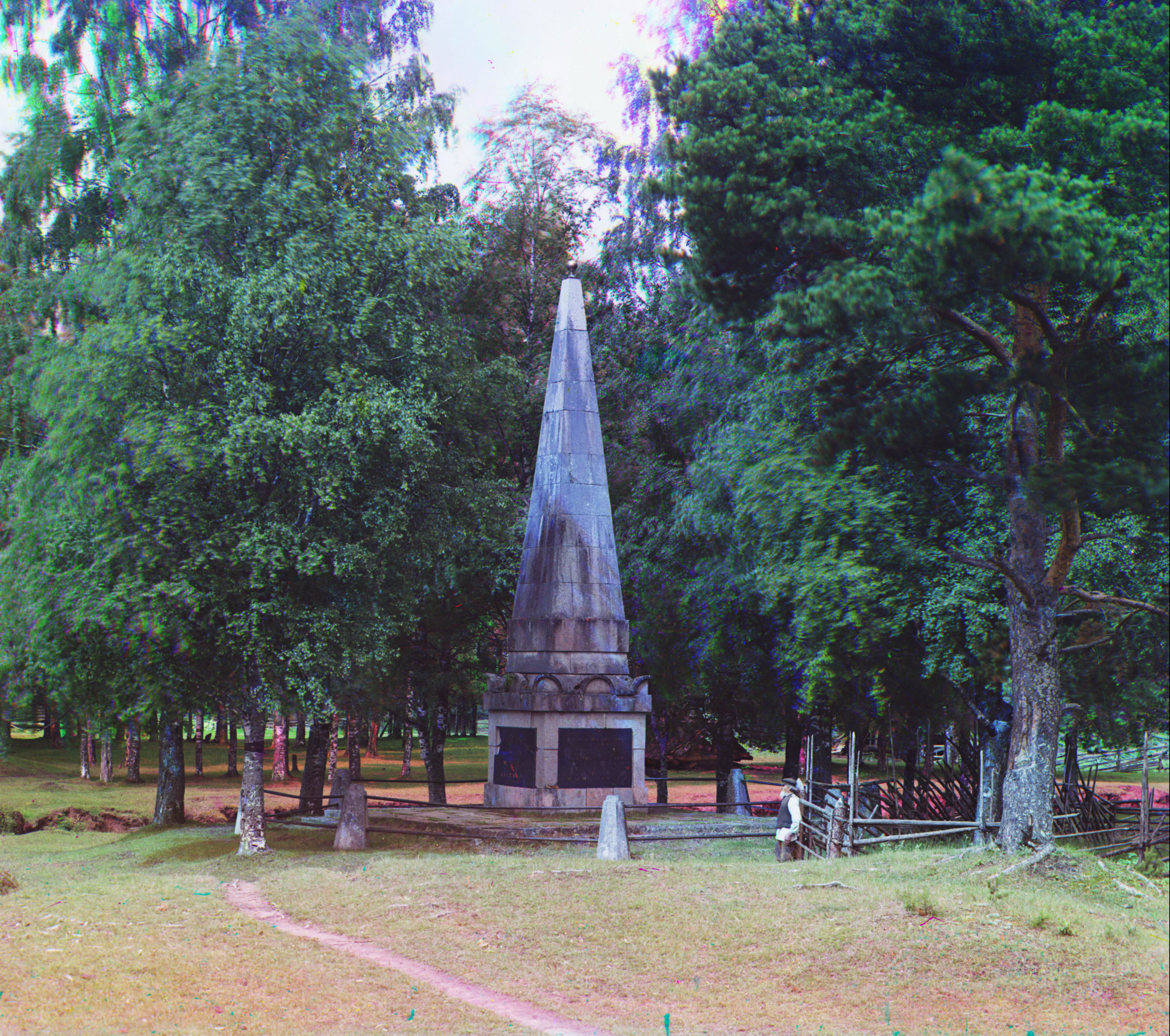
Памятник соединению Вытегры и Ковжи у шлюза Св. Петра. Фото 1909 г.

В 1797 году шлюзный мастер Свендсон расчистил заросшие просеки, прорубленные ранее под руководством Я.-Э. де Витте. В следующем году инженер-майор Б. Б. Барклай-де-Толли провёл нивелировку по проекту Я.-Э. де Витте: от места впадения Тагажмы в Вытегру к реке Серьге и Матко-озеру и далее, через канал к рекам Ваткома и Ковжа. В 1799 году была учреждена «Дирекция строительства Мариинского канала», и в том же году начато строительство. Система строилась силами Департамента водных коммуникаций, который возглавлял Н. П. Румянцев. Непосредственное руководство строительством системы было возложено на инженер-генерала Ф. П. Деволанта, для чего при нём было создано специальное управление. Надзор осуществлял начальник Дирекции Мариинского канала полковник Липгарт. Основные подрядчики купцы: Попов, Сизов, Шалопанов и Шадрин. Для копания привлекался труд ссыльнокаторжных, в том числе евреев, по инициативе сенатора Державина, который подал проект «преобразования евреев» такого содержания:
Выслать таковых голодных жидов зимою в селения, на треплю льну и пеньки […] летом же для вырытия Мариинского и прочих каналов
В 1801 году был прокопан соединительный канал и сооружено восемь шлюзов. В 1808 году работы были окончены, и по каналу прошло первое судно. 21 июля (2 августа) 1810 года состоялось официальное открытие движения по Мариинской системе. Расходы на строительство (вместе с содержанием чинов при нём) — 2 млн. 701 тыс. руб.

## Описание системы на 1810—1820-е гг

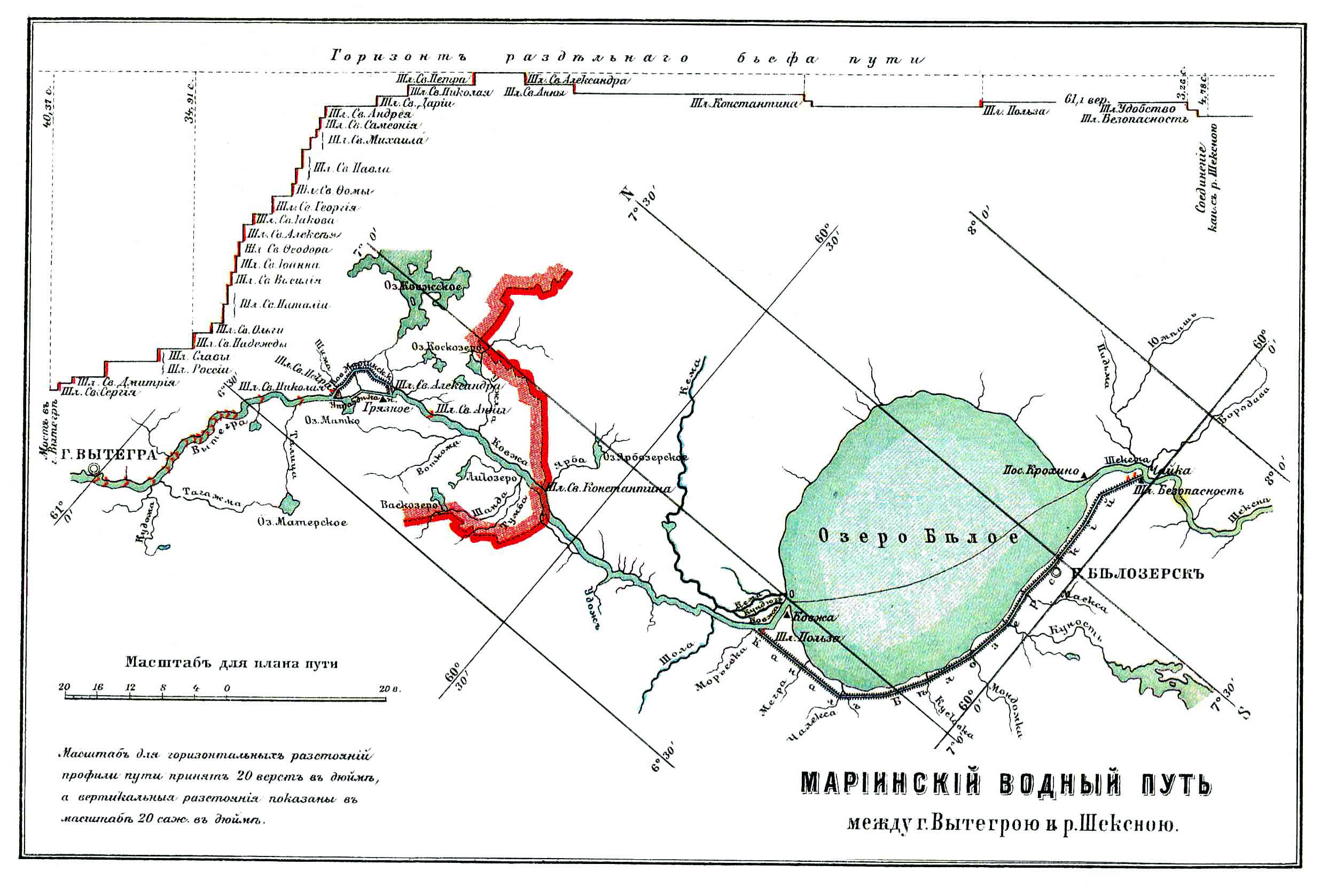
Участок Мариинского пути между Вытегрой и Шексной. Схема из словаря Брокгауза и Эфрона.

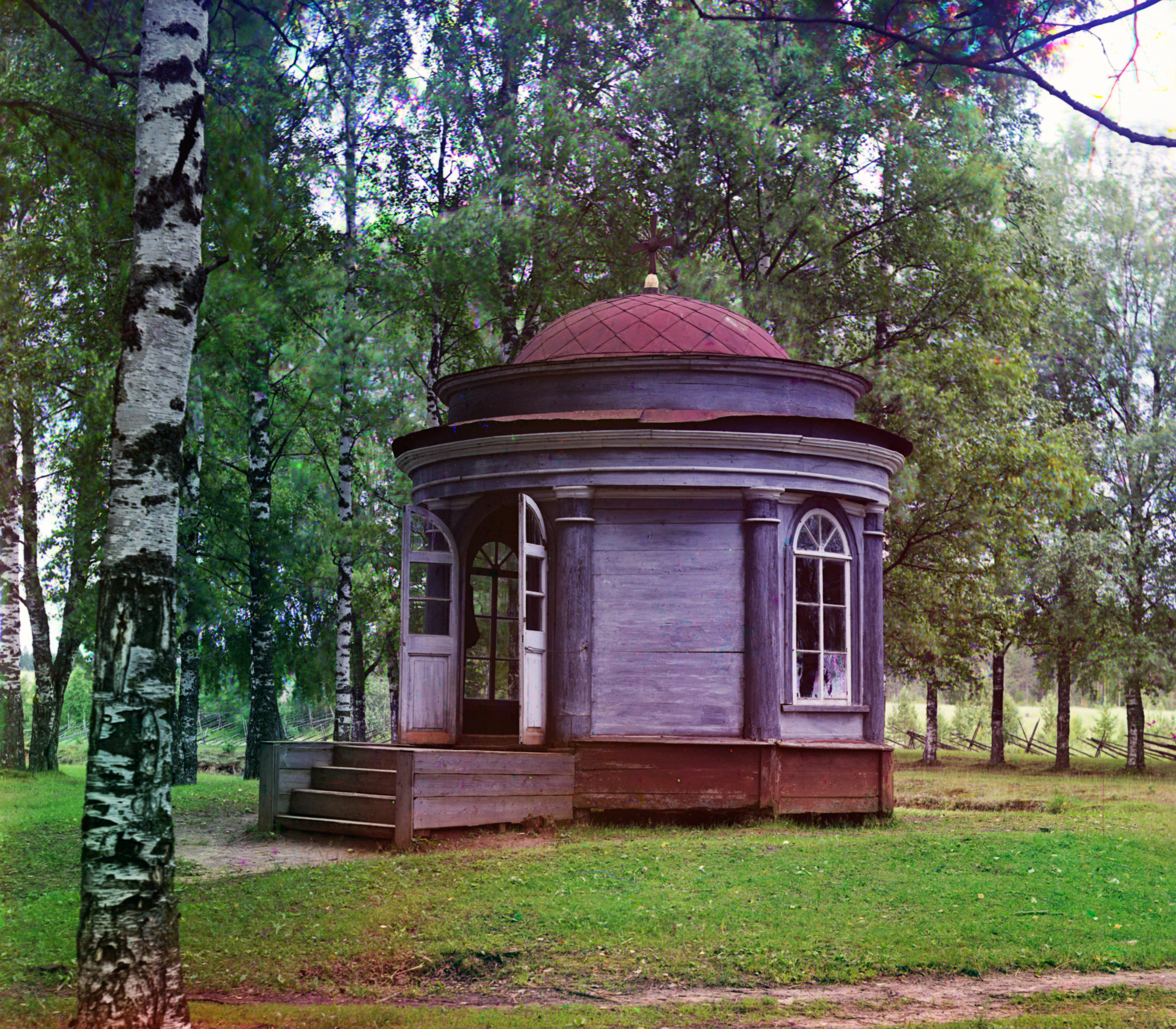
Петровская часовня у деревни Петровское. Фото 1909 г.

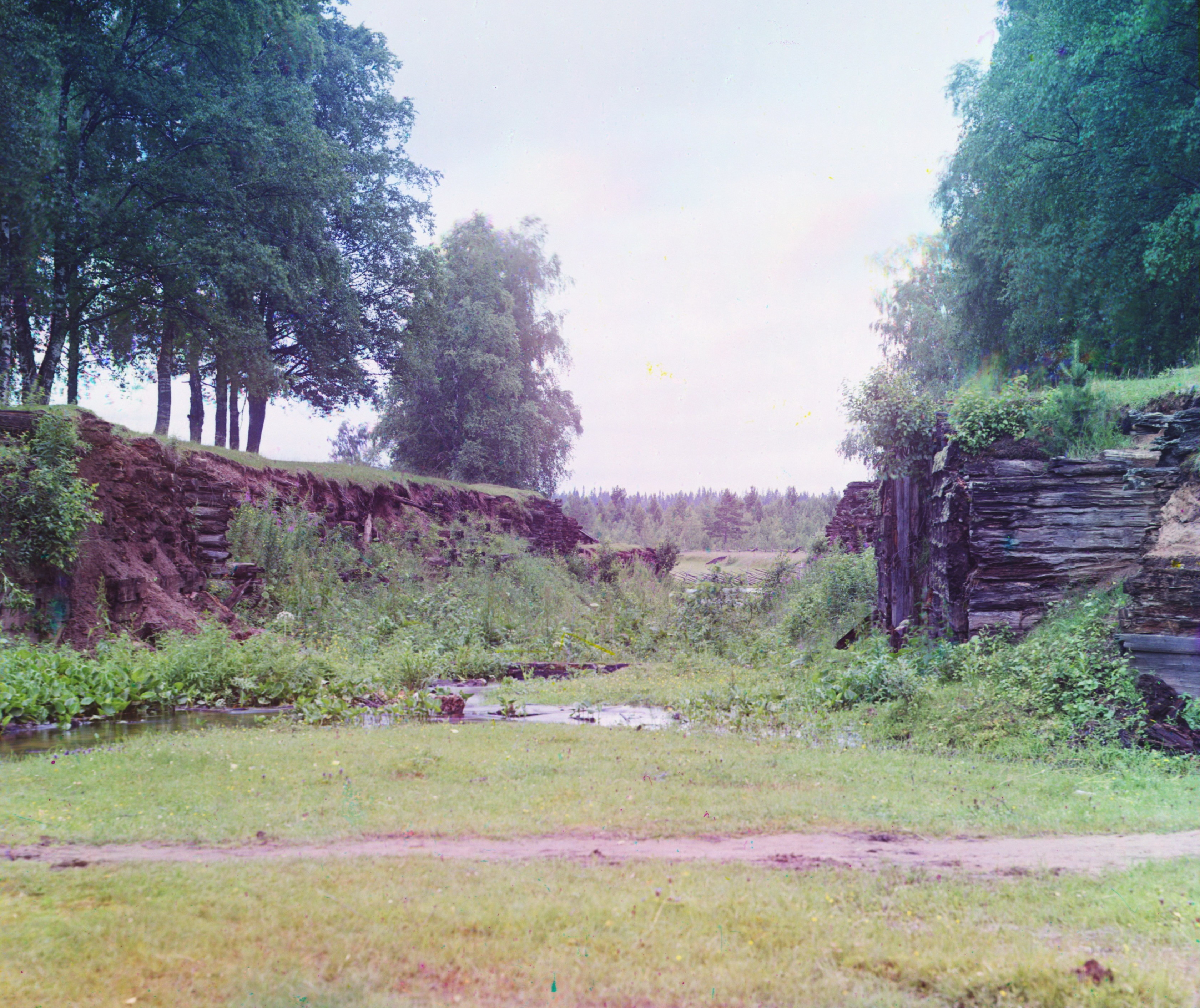
Старый шлюз Св. Петра на Мариинском канале. Фото 1909 г.

От Рыбинска (устье Шексны) до Санкт-Петербурга (устье Невы) в среднем можно было добраться за 110 суток.
Вся система имела следующий вид:
- 28 деревянных шлюзов и полушлюзов (45 камер) на р. Ковже, раздельном канале и р. Вытегре. Все шлюзы имели длину камеры 32 м, ширину — 9,1 м и глубину на короле (пороге) — 1,3 м[10].
- Питание системы водою из Ковжского озера, для чего его уровень путём преграждения плотинами на Ковже и Пурас-ручье был поднят на два метра.
- 20 плотин
- 12 водоспусков (однопролётных плотин)
- 5 разводных (подъёмных) мостов: городской Сиверсов в Вытегре, Волоков, Анненский, Филиппов и Павлов мосты (1803 г.)

#### река Ковжа
- Св. Константина (шлюз и полушлюз). В 1833 г. полушлюз заменён шлюзом; в 1870-х годах с углублением бьефа, нижний шлюз был упразднён. Новый шлюз построен в 1893 году.
- Св. Анны. Анненский мост.

#### Мариинский канал
- Св. Екатерины (двухкамерный; общее падение (напор) — 10,09 фут.). Устье Мариинского канала.
- Св. Александра (трёхкамерный, 17,73 фут.), построен в 1802 г., перестроен в 1859—1862 гг.
- Св. Екатерины (двухкамерный, 12,62 фут.)
- Наивысшая точка водораздела. Раздельная часть, протяжённостью 3 версты 429 саж. состояла из Екатерининского бассейна, прокопанного канала и Матко-озера. Высота над уровнем Балтийского моря (по Кронштадтской рейке) — 60,17 саж. Суда поднимались в канал из Ковжи на 40,44 фута, опускались к Вытегре на 36,36 футов.
- Начинался в 9-ти верстах от шлюза Св. Анны у деревни Грязный Омут на Ковже. Прорезал два озерца, Матко-озеро, Екатерининский бассейн.
- На канале устроили 6 шлюзов. Питался водами Ковжского озера посредством Константиновского водопровода (длиною 10 вёрст 266 саж.; падение — около 105 футов; ширина по дну от 10 до 14 футов; с висячими интервалами — своеобразными деревянными акведуками).
- В деревне Петровское (ныне Старое Петровское) у шлюза Св. Петра поставлены каменный четырёхгранный обелиск с надписью «Петрову мысль Мария свершила» (1810) и деревянная часовня в память Петра I (не сохранилась).
- Св. Петра (двухкамерный, 15,6 фут.)
- Св. Елены (однокамерный, 8,33 фут.)
- Св. Марии (двухкамерный, 12,43 фут.)

Ниже шлюза Св. Марии, пройдя Лудожское озеро, канал выводил к р. Вытегре у деревни Верхний Рубеж.

#### река Вытегра
- Св. Дарии (однокамерный) у деревни Скачково
- Св. Андрея (однокамерный, напор 1,74 саж.) при деревне Великий Двор
- Св. Самсония (однокамерный, напор 1,56 саж.)
- Верхний Св. Михаила (однокамерный, 1,44 саж.)
- Нижний Св. Михаила (однокамерный, 1,28 саж.)
- Верхний Св. Павла (2-х камерный, 2,45 саж.)
- Нижний Св. Павла (2-х камерный, 2,26 саж.)
- Св. Фомы (однокамерный, 0,92 саж.)
- Св. Георгия (двухкамерный, 2,09 саж.)
- Св. Иакова (однокамерный, 1,18 саж.)
- Св. Алексия (двухкамерный, 2,51 саж.). Плотина Св. Алексия (построена в 1806 г., упразднена в 1893 г.)
- Св. Феодора (однокамерный, 1,53 саж.)
- Св. Иоанна (двухкамерный, 1,96 саж.). Плотина Св. Иоанна (построена в 1806 г., упразднена в 1888 г.)
- Св. Василия (однокамерный, 1,46 саж.)
- Верхний Св. Наталии (двухкамерный, 2,40 саж.) близ села Марково
- Нижний Св. Наталии (двухкамерный, 2,60 саж.)
- Св. Ольги (однокамерный, 1,41 саж.) у деревни Рябово
- Св. Надежды (двухкамерный, 2,26) при деревне Материки
- «Слава» (однокамерный, 1,31 саж.) при деревне Белоусово
- Верхний «Россия» (однокамерный, 1,17 саж.) при деревне Крюкова
- Нижний «Россия» (однокамерный, 1,20 саж.)
- Св. Димитрия (однокамерный, 1,09 саж.) при деревне Денисово
- полушлюз «Деволант» (однокамерный, падение 0,76 саж.; 1789—1810 гг.) в Вытегре. В 1822 г. заменён шлюзом Св. Сергия

#### Приозерные каналы
Для безопасного сообщения вокруг озёр Белого, Онежского и Ладожского — которые часто штормит — были прорыты обходные каналы:
- Ладожский — Императора Петра Великого канал (1719—1730 гг.; длина — 111 км).
- Сясьский — Императрицы Екатерины II канал (1765—1802 гг.; длина — 10 км). При Александре II расширен и модернизирован.
- Свирский — Императора Александра I канал (длина — 53 км; строился в 1802—1810 гг.)
- Онежский канал. Построен в 1818—1820 гг. на участке от р. Вытегры до урочища Чёрные Пески. Длина канала — 20 км.

#### Недостатки
Малые размеры не только ограничивали возможности увеличения грузооборота, но и не могли пропускать к Рыбинску суда, идущие по Вышневолоцкой системе. Белое и Онежское озера долгое время не имели обходных каналов, вследствие чего даже при небольшом волнении суда при их прохождении гибли. Сама трасса проходила по безлюдным и малообжитым, заболоченным районам. Возникали сложности с тем, чтобы в достаточном количестве найти людей и лошадей для тяги судов и обслуживания судоходства.

## Усовершенствования 1820—1880-х годов

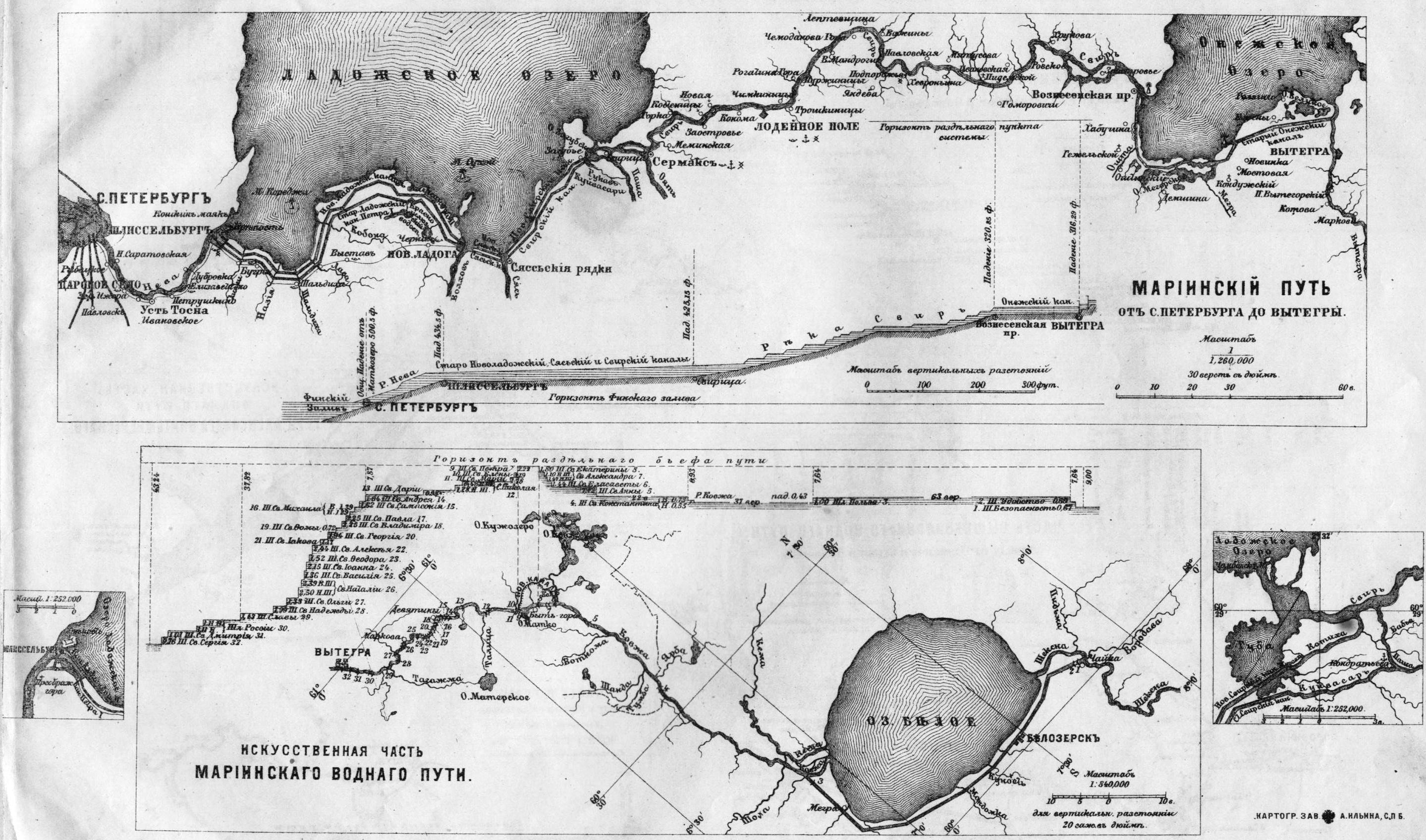
Мариинский водный путь (1898)

В 1829 году был открыт Канал Александра Вюртембергского, соединивший Волгу с Белым морем. Суда следующие через этот канал в Белое море или в обратном направлении часть пути проходили по Мариинской системе. На середину XIX века через Мариинскую систему ежегодно проходило до 3700 судов. С 1858 по 1862 год были произведены работы по спрямлению колен рек в нескольких местах и по переустройству шлюзов. Сократилось число шлюзовых камер — их стало 46 (в 11-ти двухкамерных и 24-х однокамерных шлюзах). Также увеличились размеры шлюзов, соответственно, и разрешённые размеры судов пользующихся водной системой. Максимальный габарит судов составил — длина 38 м, ширина 8,4 м, осадка 1,3 м, грузоподъёмность до 330 тонн. В 1863 году на одном из участков водной системы стала применяться пароходная тяга — 7 туеров начали работать на Шексне. В конце 1860-х годов путь по водной системе из Рыбинска до Петербурга занимал в среднем 58 дней, стоимость перевозки груза была 7 рублей 94 копейки за тонну (13 копеек за пуд).

#### Приозерные каналы
- Белозерский канал — построен в 1843—1846 годах[14]. Проходит южным берегом озера на протяжении 53 км; габариты: ширина по дну — 17 м, глубина — 2,1 м, длина — 67 км. Имел два шлюза со стороны Шексны — «Удобство» и «Безопасность», и один со стороны Ковжи — «Польза». Питание шлюзов водами Лозского и Азатского озёр, превращённых в водохранилища постройкой плотины на р. Куность.
- Онежский канал продолжен от урочища Чёрные Пески до Вознесенья на Свири в 1845—1852 гг. Работы обошлись в 375 тыс. рублей[14].
- Ново-Ладожский — Императора Александра II канал. Построен в 1861—1866 гг.; длина 103,8 вёрст[14].
- Ново-Сясьский — Императрицы Марии Феодоровны канал. Построен в 1878—1880 гг.; длина 10 км[15].
- Ново-Свирский — Императора Александра III канал. Построен в 1878—1882 гг.; длина 47 км, глубина, такая же как и у Ново-Сяского канала — 2,4 м в межень[15].

#### Ново-Мариинский(Каменный) канал

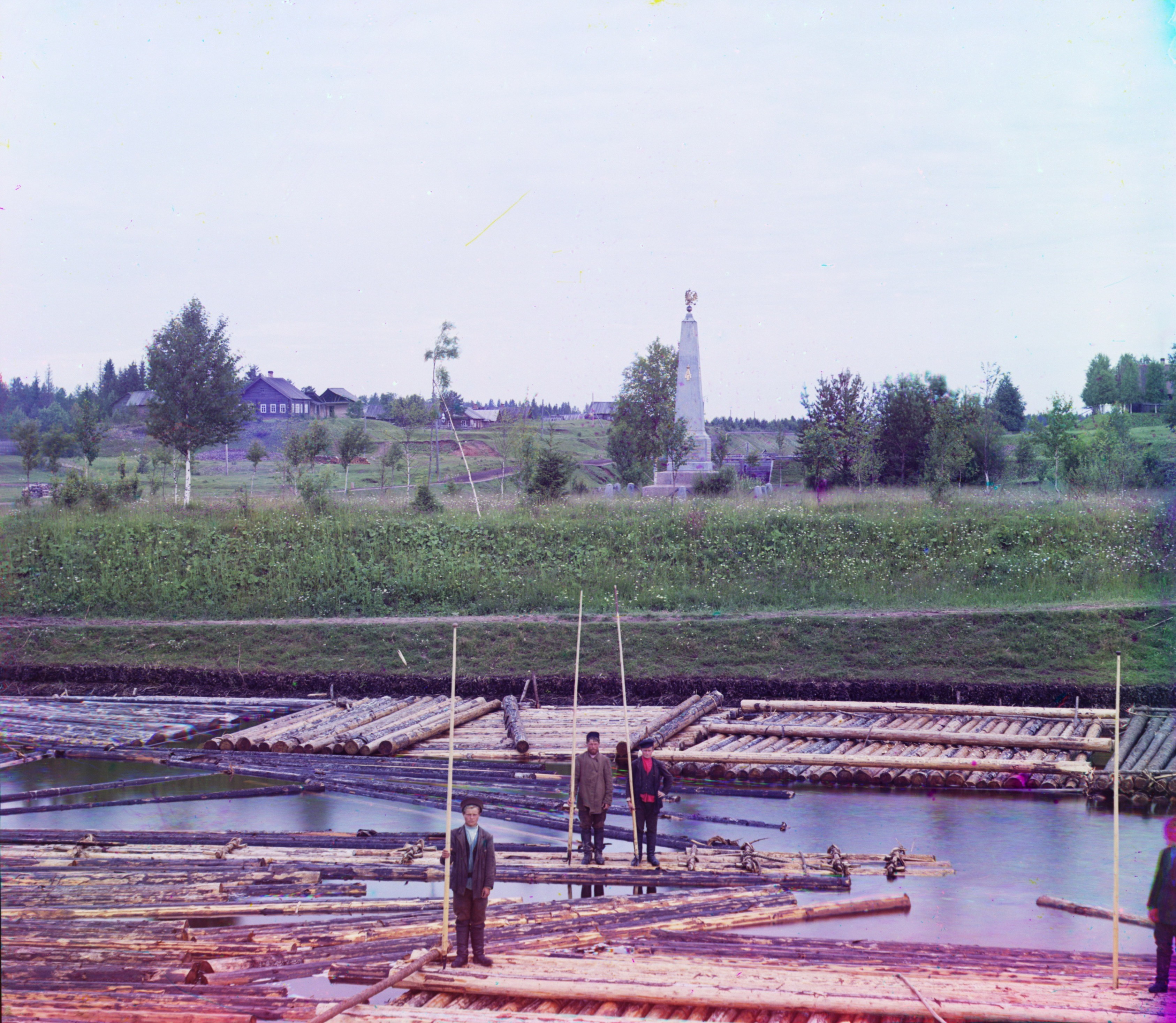
Памятник на Ново-Мариинском канале. Фото 1909 г.

Канал построен в обход Матко-озера северо-восточнее старого в августе 1882 г. — апреле 1886 г. Южное устье нового канала находилось у шл. № 30, на одну версту выше старого шлюза Св. Екатерины. От нового шлюза № 29 до устья старого канала — 6 км. Общая часть со старым Мариинским каналом до соединения с Шимой (название р. Вытегра в верхнем течении) — 2,5 км. Общая протяжённость 9 км, из них 6,5 км составлял раздельный плёс (бьеф) всей системы. Раздельный бьеф понижен на 9 м, отпала необходимость в шлюзах Св. Марии, Св. Елены, Св. Екатерины и Св. Елизаветы (8 камер) и Константиновском водопроводе. Ширина по дну 21 м, глубина — 2,1 м, радиус закруглений — 250 . Новый канал питался водой верхней части р. Ковжи, подпёртой плотиной у истока реки из Ковжского озера, посредством Александровского водоспуска (водопровода). Работы были завершены к 1-му мая 1886 года. Сооружения обошлись в два миллиона руб. Наивысшая точка водораздела находилась на высоте 119 м.

Медаль в память открытия Ново-Мариинского канала

4 мая состоялось временное открытие канала, 7 июня — торжественное открытие, у шлюза Св. Александра в присутствии директора Департамента шоссейных и водяных сообщений Фадеева и министра путей сообщений К. Н. Посьета. В память окончания строительства у шлюза № 30 (Св. Александра) установили четырёхгранный обелиск с надписями: «Новый соединительный канал между рекам Вытегрою и Ковжею. Начат в 1882 г. Окончен в 1886 г. в царствование ИМПЕРАТОРА АЛЕКСАНДРА III-го» — «Канал сооружён в управление Министерством П. С. генерал-адъютанта адмирала Посьета при директоре департамента шоссе и вод. сообщений тайн. сов. инженере Фадееве» — «Работы начал инж. Мицевич. Окончил инж. Звягинцев. Техническое присутствие составляли: начальник Вытегорского округа инж. Эйдригевич, инж. Бернадский и начальник работ» — «Раздельный плёс нового канала ниже раздельного плёса старого на 4,32 саж. Работа предпринята по мысли инж. Мысловского, по направлению избранному инж. Бучацким и исполнена подрядчиками отставными инженерами Михайловским и Яфимовичем, и их уполномоченным инж Доманевским». Обелиск сохранился с небольшими утратами; в 1960-е гг. перенесён в город Вытегру. Была выбита из меди настольная медаль (диаметром 8,5 см) с надписью «В память открытия нового соединительного канала рек Вытегры и Ковжи Мариинского водного пути 1886» и портретами Петра I, Павла I, Марии Фёдоровны, Александра II и Александра III..

## Переустройство системы. 1890—1896 гг

Подъёмный мост в Вытегре. Фото 1909 г.

Волоков Мост

Плотина Св. Павла. Фото 1909 г.

Плотина и шлюз Имп. Николая II

в 1890 году был утверждён проект переустройства Мариинской системы на протяжении 1000 км. Работы были начаты в том же году, на них выделили 13,5 млн рублей. Руководили ими инженеры Вытегорского и Новоладожского округов путей сообщения: А. Звягинцев, К. Балинский, А. Валуев, А. Могучий, В. Мартынов. Было построено 38 шлюзов (на Вытегре — 28, на Ново-Мариинском канале — 2, на Ковже — 2, на Белозерском — 2, на Шексне — 4) — 4 каменных и 34 деревянных, 4 каменные и 4 деревянные плотины, 20 км перекопов. Самый крупный перекоп — Девятин на Вытегре, был длиной около километра и глубиной выемки грунта до 26 метров. На его строительстве ежедневно было занято более тысячи человек, работы заняли пять лет. Длина каменного шлюза в истоке Шексны была 96 м, остальных трёх каменных — по 340 м, деревянные шлюзы были длиной 82 м.
Были расчищены от наплывов и наносов, углублены и расширены приозёрные обводные каналы. На Свири частично расчищены пороги, построены выправительные и водостеснительные сооружения, уширен и углублён судовой ход. 15/27 июня 1896 г. в Чёрной Гряде состоялось торжество открытия переустроенной системы. Время в пути по водной системе из Рыбинска до Петербурга сократилось до 31 дня. На Всемирной Парижской выставке 1913 года Мариинской системе присуждена Большая золотая медаль. При этом, основная проблема системы — маловодность, решена не была. В межень глубина в ряде мест была не больше метра, из-за чего суда, следующие из Волги в Мариинскую систему, из-за недостаточной глубины последней нередко вынужденны были перегружаться.

### Шлюзы Мариинской системы (на 1915 год)

#### река Вытегра
- № 1. Св. Сергия с трёхпролётною плотиною Св. Сергия (напор — 0,76 саж.), в Вытегре; в 8,42 верстах от устья Онежского канала. На шлюзе Метеорологическая станция (с 1901 г.) и водомерный пост 1-го разряда; выше — разводной мост (1894 г.).
- № 2. Св. Димитрия с пятипролётною плотиною Св. Дмитрия (1,20 саж.), при деревне Денисово; в 1,33 верстах от шл. № 1.
- № 3. Св. Мефодия (1,20 саж.), в 3,12 верстах от шл. № 2.
- № 4. Св. Ксении с трёхпролётною плотиною Св. Ксении (1,20 саж.), в 177 саженях от шл. № 3.
- № 5. Св. Елизаветы (бывш. «Слава») с двухпролётной плотиною (напор — 1,20 саж.), у деревни Белоусово, в 5,85 верстах выше шл. № 4.
- № 6. Св. Елены (1,40 саж.), у Материков, в 4,12 верстах от шл. № 5.
- № 7. Св. Надежды с двухпролётною плотиною Св. Надежды в староречьи (1,40 саж.), при деревне Материки, в 222 саженях от шл. № 6.
- № 8. Св. Ольги с двухпролётной плотиною Св. Ольги в староречьи (1,40 саж.), при деревне Рябово, в 1,78 версте от шл. № 7.
- № 9. Св. Марии (1,50 саж.), в 1,97 версте от шл. № 8.
- № 10. Св. Екатерины (1,50 саж.), в 200 саженях от шл. № 9.
- № 11. Св. Наталии с двухпролётной плотиною Св. Наталии (1,50 саж.), у деревни Марково, в 123 саженях от шл. № 10.
- № 12. Св. Василия (1,50 саж.), в 120 саженях от шл. № 11.
- № 13. Св. Иоанна (1,50 саж.), в 121 сажени от шл. № 12.
- № 14. Св. Феодора (1,50 саж.), в 129 саженях от шл. № 13.
- № 15. Св. Глеба (1,50 саж.), в 110 саженях от шл. № 14.
- № 16. Св. Алексея (1,50 саж.), в 126 саженях от шл. № 15.
- № 17. Св. Иакова с двухпролётною плотиною Св. Иакова (1,50 саж.), у деревни Валги, в 280 саженях от шл. № 16.
- № 18. Св. Георгия с двухпролётною плотиною Св. Георгия (1,50 саж.), у деревни Кандусы, в 1,14 версте от шл. № 17.
- № 19. Св. Фомы (1,46 саж.), у деревень Юсово и Даниловская, в 1,16 версте от шл. № 18.
- № 20. Св. Бориса (1,46 саж.), в 147 саженях от шл. № 19.
- № 21. Св. Кирилла (1,46 саж), в 130 саженях от шл. № 20.
- № 22. Св. Павла с трёхпролётною плотиною Св. Павла (1, 46 саж.), у сёл Девятины, Каменное, Лонское и Парфеевское, в 115 саженях от шл. № 21.

#### Девятинский перекоп
- На реке Вытегре у села Девятины и деревень Андреевская, Бродовская, Депо и Белый Ручей. На 523 версте от С.-Петербурга, на 545 от Рыбинска. Перекоп длиною 438 саж. (935 м), прорезает по прямой возвышенность в 12 саж., с заложением дна на глубине 11 саженей. Перекоп спрямил путь, позволив отказаться от трёх шлюзов на реке: Св. Сампсония и верхнего и нижнего Св. Михаила. Новые одноимённые три шлюза были устроены в новом канале. В 1983 году Девятинский перекоп (площадь 300 га) внесён в Список особо охраняемых природных территорий Вологодской области, как Государственный региональный геологический памятник природы.
- № 23. Св. Владимира (1,50 саж.), в 234 саженях от шл. № 22.
- № 24. Св. Михаила (1,50 саж.), в 125 саженях (бассейн шириною 14 саж.) от шл. № 23.
- № 25. Св. Сампсония с плотиною в обойденном староречьи Вытегры (1,50 саж.), в 125 саженях (бассейн шириною 14 саж.) от шл. № 24.
- № 26. Св. Андрея с двухпролётною плотиною Св. Андрея (напор — 1,48 саж.), у села Андреевское, в 193 саженях от шл. № 27.
- № 27. Св. Дарии с двухпролётной плотиною Св. Дарии (1892 г.), у деревни Волоков Мост, в 6,37 верстах от шл. № 26.
- № 28. Св. Николая с трёхпролётной плотиною Св. Николая (напор — 1,50 саж.; 1892 г.), в 4,27 верстах от шл. № 27.

#### Ново-Мариинский (Каменный) канал
- № 29. Св. Петра (напор 0,95 саж.), у села Верхний Рубеж. Водораздел системы на высоте 56,62 саж. над уровнем Балтийского моря. Раздельный плёс до шл. № 30 протяжённостью 5 вёрст 481 саж.
- № 30. Св. Александра (падение 1,50 саж.) с трёхпролётной плотиною, Александровским водоспуском из р. Ковжи в канал, у села Александровского.

#### река Ковжа
- № 31. Св. Анны (падение 1,18 саж.) с двухпролётной плотиною Св. Анны, в 6,29 верстах от шл. № 30, у села Анненский Мост. В селе был построен разводной (взамен старого поворотного) мост в месте пересечения Архангельского почтового тракта с Мариинской системой.
- № 32. Св. Константина (падение 1,46 саж.) с шестипролётной плотиною Св. Константина, в 21,40 версте от шл. № 31. Граница Олонецкой и Новгородской губерний.

#### Белозерский канал
- № 33. «Польза» (напор 1,10 саж.) со стороны Ковжи. Уровень воды в канале поддерживался на отметке 53,12 саж. над уровнем моря.
- № 34. «Безопасность» («Чайка») со стороны Шексны (падение 1,40 саж.)

#### река Шексна
- без №. Шлюз императрицы Марии Феодоровны с плотиною (напор переменный), неподалёку от истока реки у Белого озера, в 8,5 верстах выше устья Белозерского канала, ниже села Крохино.
- № 35. Шлюз императора Александра III («Деревенька») с плотиною (напор 1,11 саж.) у порога Топорня, в двух верстах ниже входа в Северо-Двинский канал, в 48,25 верстах ниже устья Белозерского канала.
- № 36. Шлюз императрицы Александры Феодоровны («Ниловицы») с плотиною (напор 1,11 саж.), у Ниловицкого порога, в 9 верстах ниже шл. № 35.
- № 37. Шлюз императора Николая II («Чёрная Гряда») с плотиною (напор 1,11 саж.), у порога Чёрная Гряда, в 36 верстах ниже шл. № 36.
- Шлюз «Судьбицы» (построен в 1915 г.  у Судьбицкого порога, рядом с деревней Судьбицы).

## Мариинская система в 1917—1963 гг
- 1922 г. — открытие Череповецкого гидроузла (шлюз № 40).
- 1926 г. — открытие Черепановского гидроузла (шлюз № 41).
- 1930 г. — открытие Ягорбского гидроузла (шлюз № 42).
- 1933 г. — открытие Нижне-Свирского гидроузла.
- 24 сентября 1940 г. ЦК ВКП (б) и Совнарком СССР приняли постановление № 1780-741с «О строительстве Волго-Балтийской и Северо-Двинской водной системы и о консервации строительства Куйбышевского гидроузла».
- 13 апреля 1941 г. началось заполнение  Рыбинского водохранилища (напор 18 м), затопление шлюзов № 39-42.
- 1947 г. — возобновление работ. При МВД СССР создано управление «Главгидроволгобалтстрой».
- 1948—1953 гг. — прорыт канал от Онежского озера до города Вытегры, спрямивший реку в нижнем течении.
- 27 апреля 1952 г. — ввод в эксплуатацию Верхне-Свирского гидроузла и шлюза.
- С окончанием постройки Волго-Балтийского водного пути бо́льшая часть Мариинской водной системы вошла в её состав. Уровень водораздельного канала понизили на шесть метров (до 112,8 м над уровнем моря), Маткоозеро было спущено; его котловина использована для отвала грунта. Водораздел протянулся на 260 км от Пахомовского до Шекснинского гидроузла.
- Май 1961 г. — открытие Вытегорского (№ 1; шлюз № 1, ГЭС № 31) и Белоусовского (№ 2, шлюз № 2, ГЭС) гидроузлов.
- Весна 1963 г. — ввод в эксплуатацию Шекснинского гидроузла (шлюз № 7 (шлюз № 8 открыт в 1990 г.), ГЭС), водами заполненного водохранилища затоплено пять старых шлюзов.
- 2 ноября 1963 г. — официальное закрытие навигации по Мариинской системе. Последним судном, прошедшим через старые шлюзы, стала самоходная баржа «Иловля».
- К лету 1964 г. приняли напор сооружения Новинковского (шлюзы № 3, № 4 и № 5) и Пахомовского (№ 6) гидроузлов. 26 мая, прорыв перемычки, в новый водораздельный канал (длиною 53 км) пустили воду из р. Вытегры, 27 мая — из р. Ковжи.
- 4 июня через шлюзы прошли суда гидростроителей, 5 июня — первые грузовые суда — день открытия сквозного судоходства по новому водному пути. 28 июня — проход первого пассажирского теплохода «Красногвардеец» сообщением Ленинград — Ярославль.
- 27 октября 1964 г. — подписание правительственной комиссией акта о приёмке его в эксплуатацию. 11 декабря указом Президиума Верховного Совета СССР Волго-Балтийскому водному пути присвоено имя В. И. Ленина.

## Виды Мариинской системы. 1909 г

Село Ковжа на Шексне береговые укрепления
Городецкий и Никитский погосты на Шексне
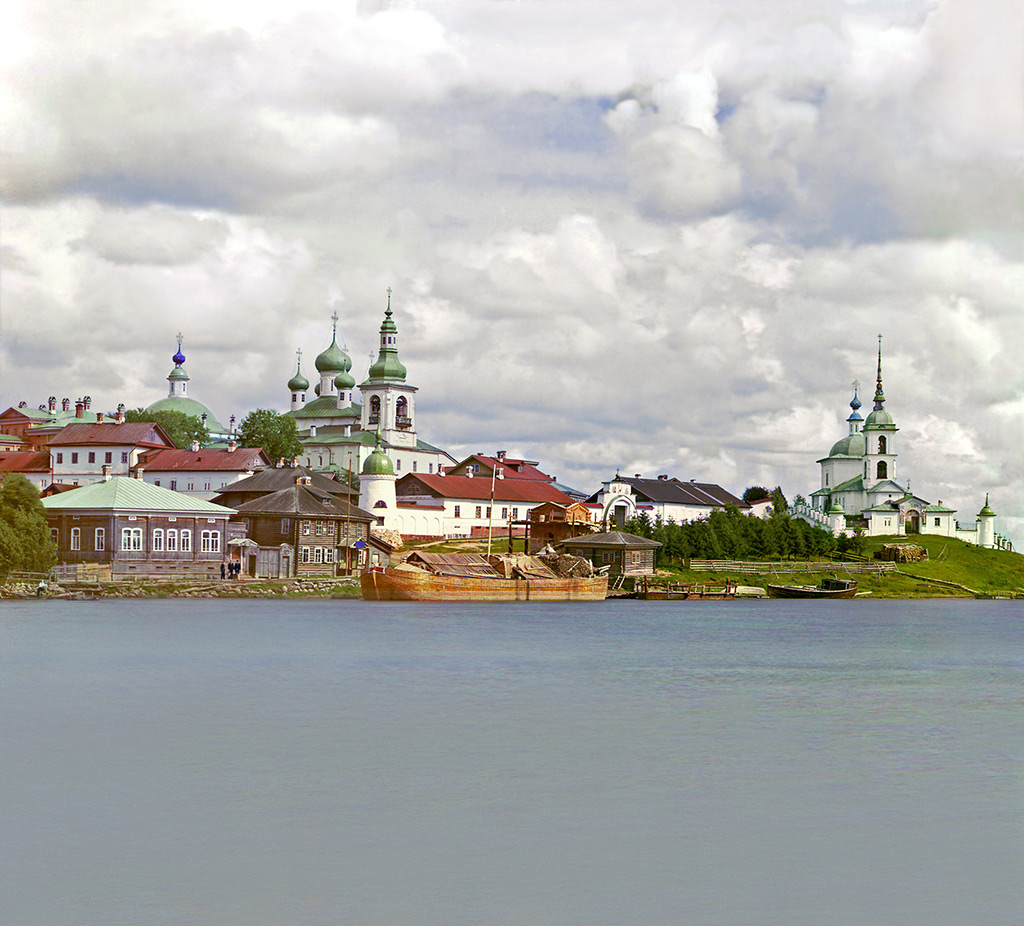
Шексна у Горицкого монастыря
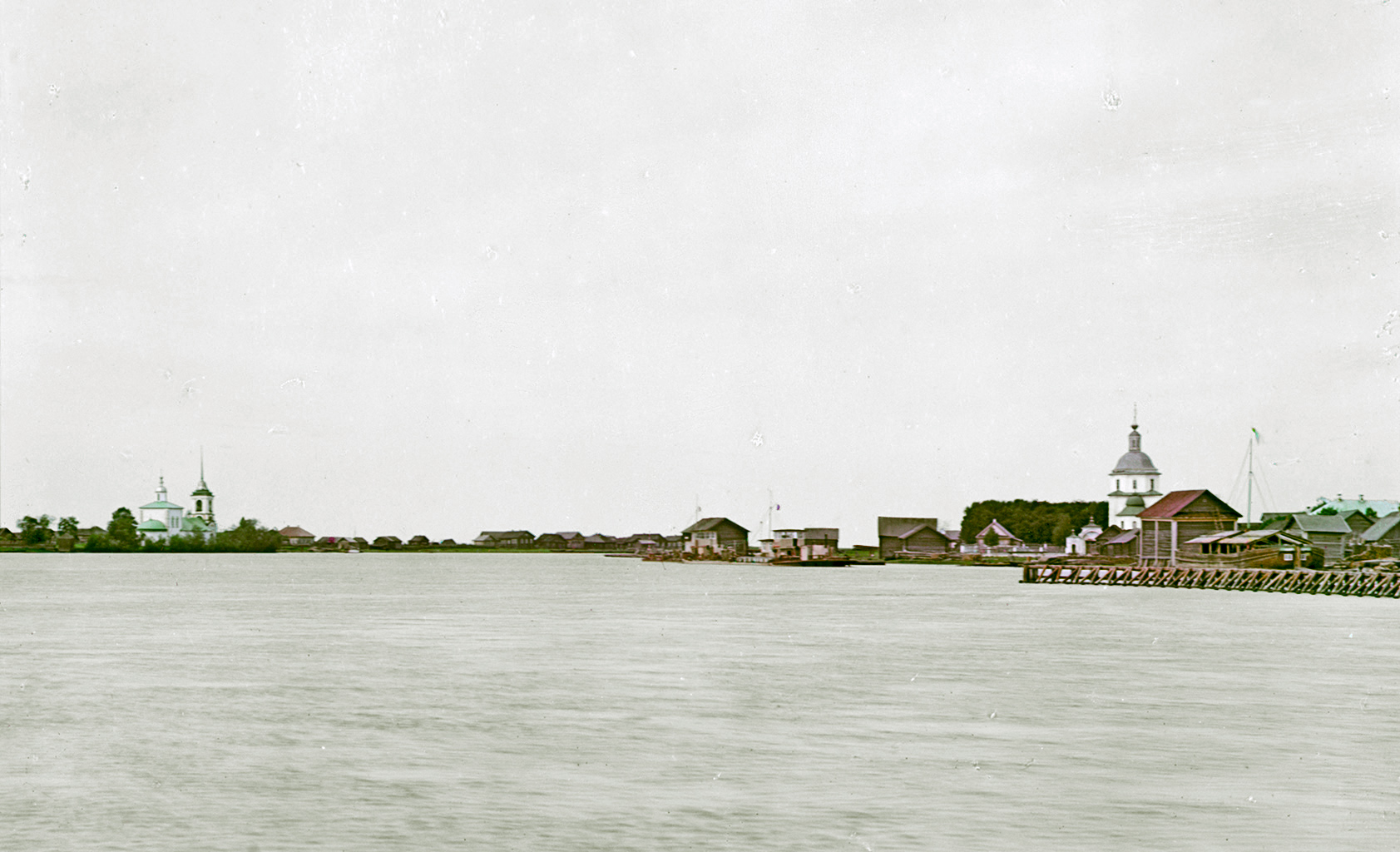
Вид с плотины Имп. Марии Феодоровны на Каргулино и Крохино
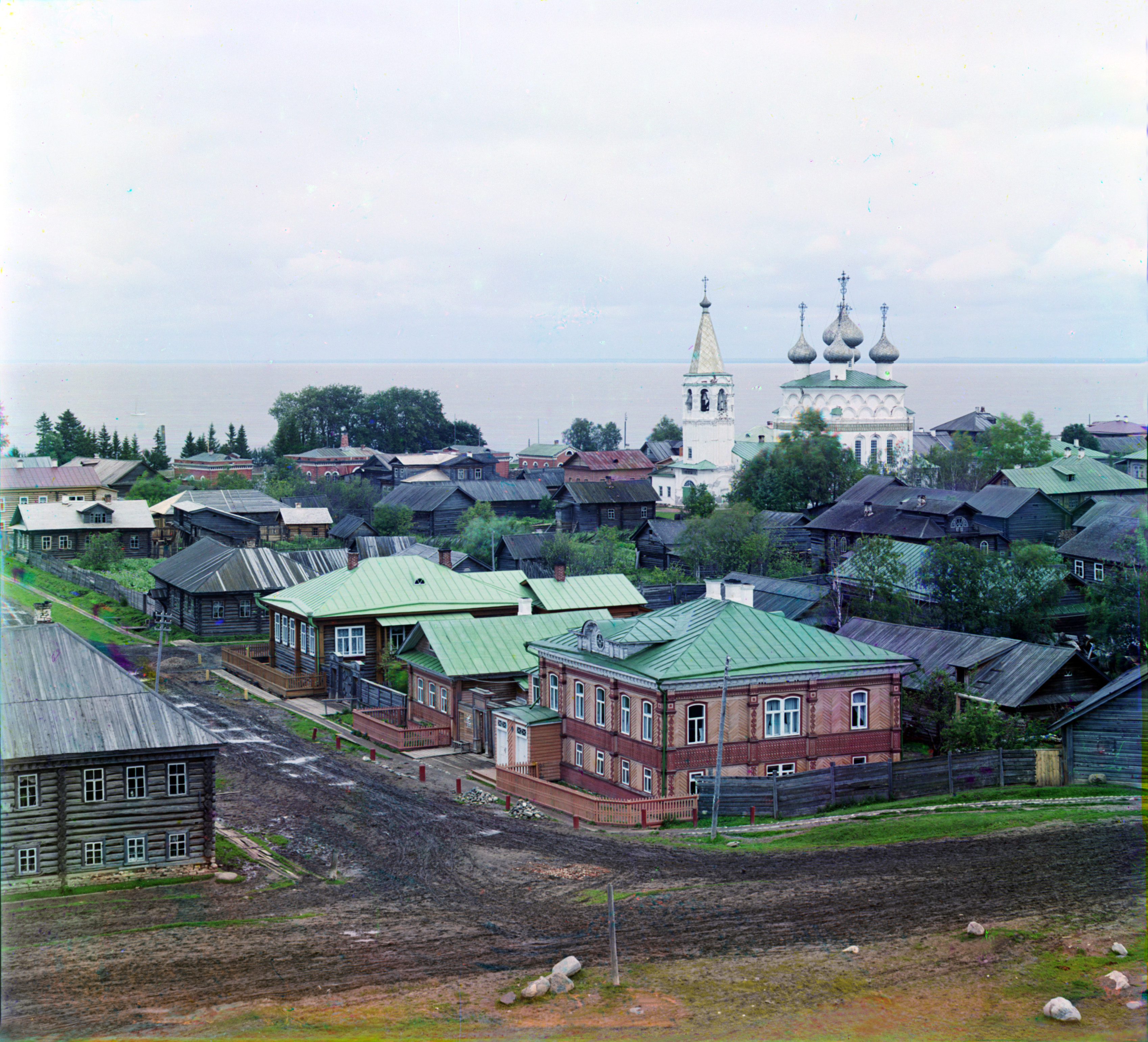
Белозерск
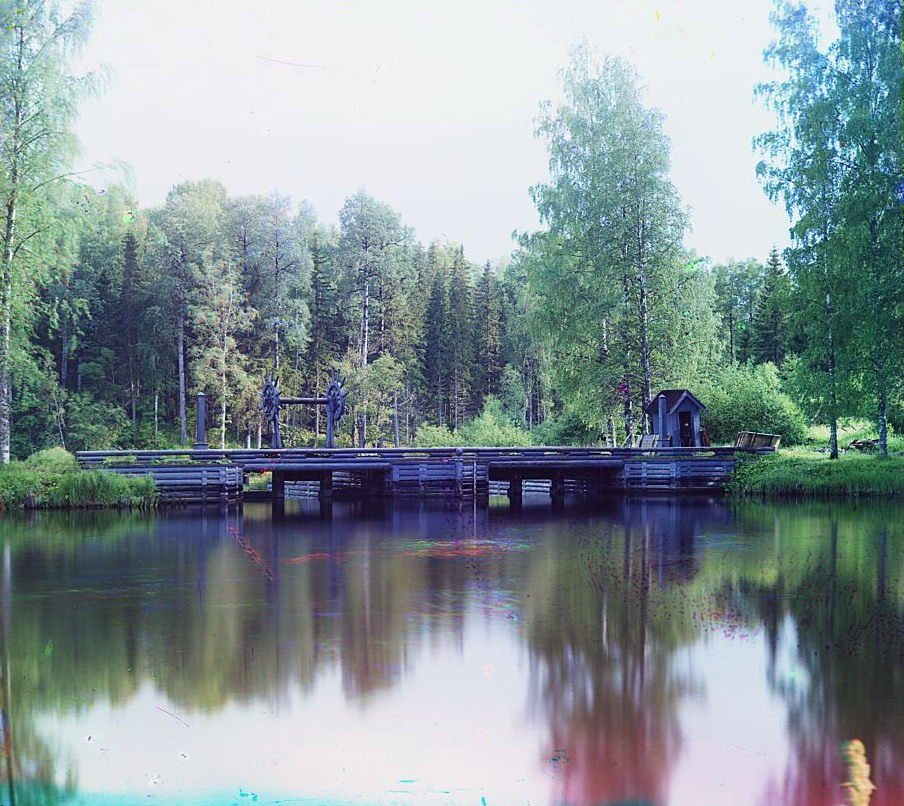
Ковжская плотина
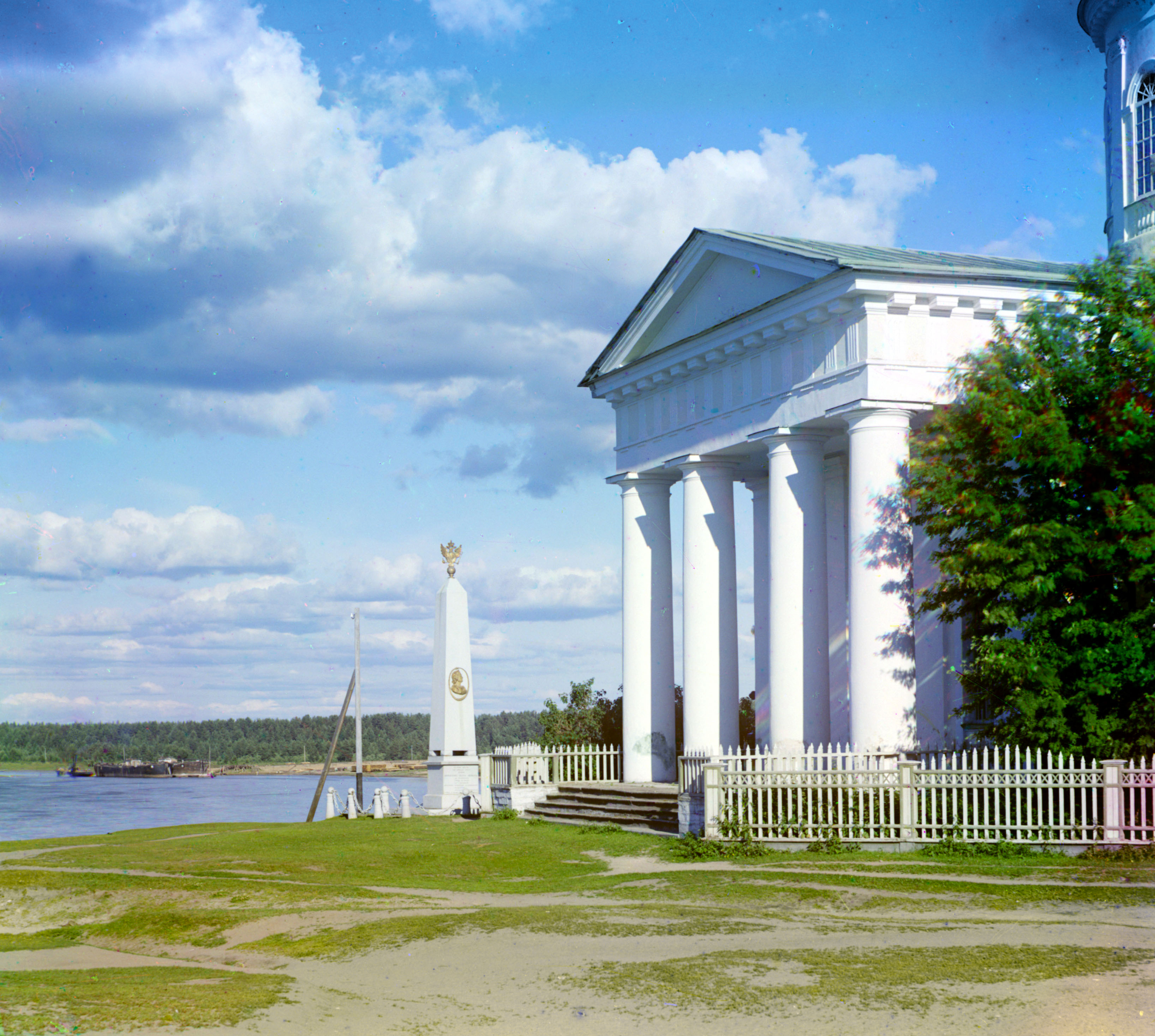
Лодейное Поле. Памятник Петру I
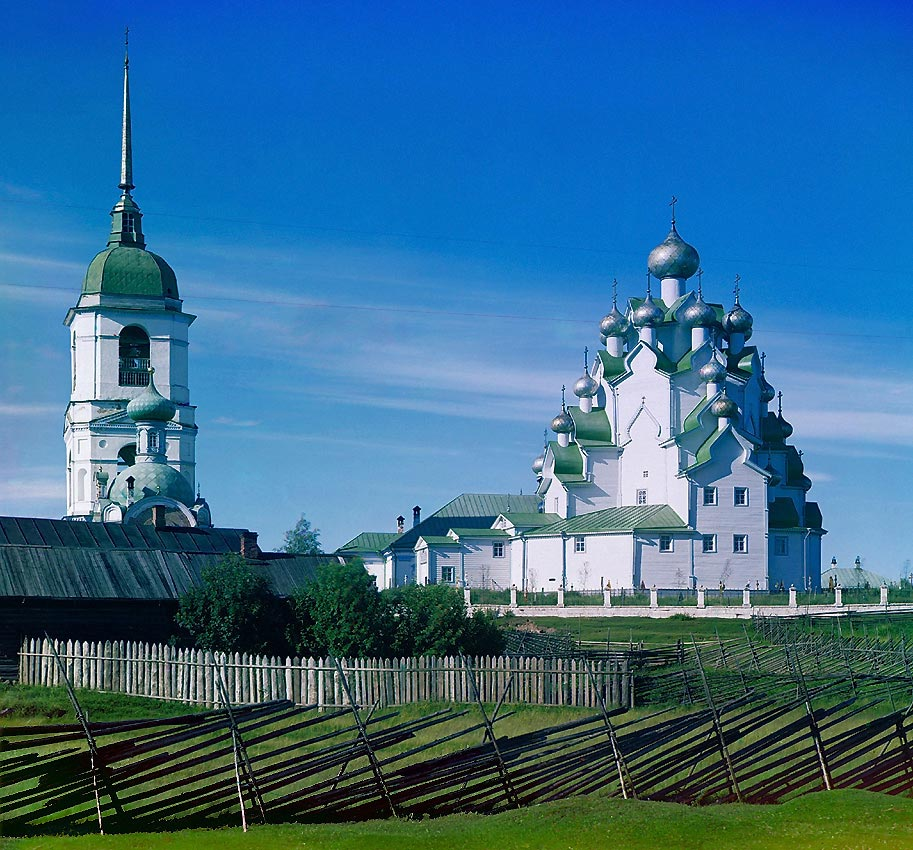
Вытегорский погост. Село Анхимово
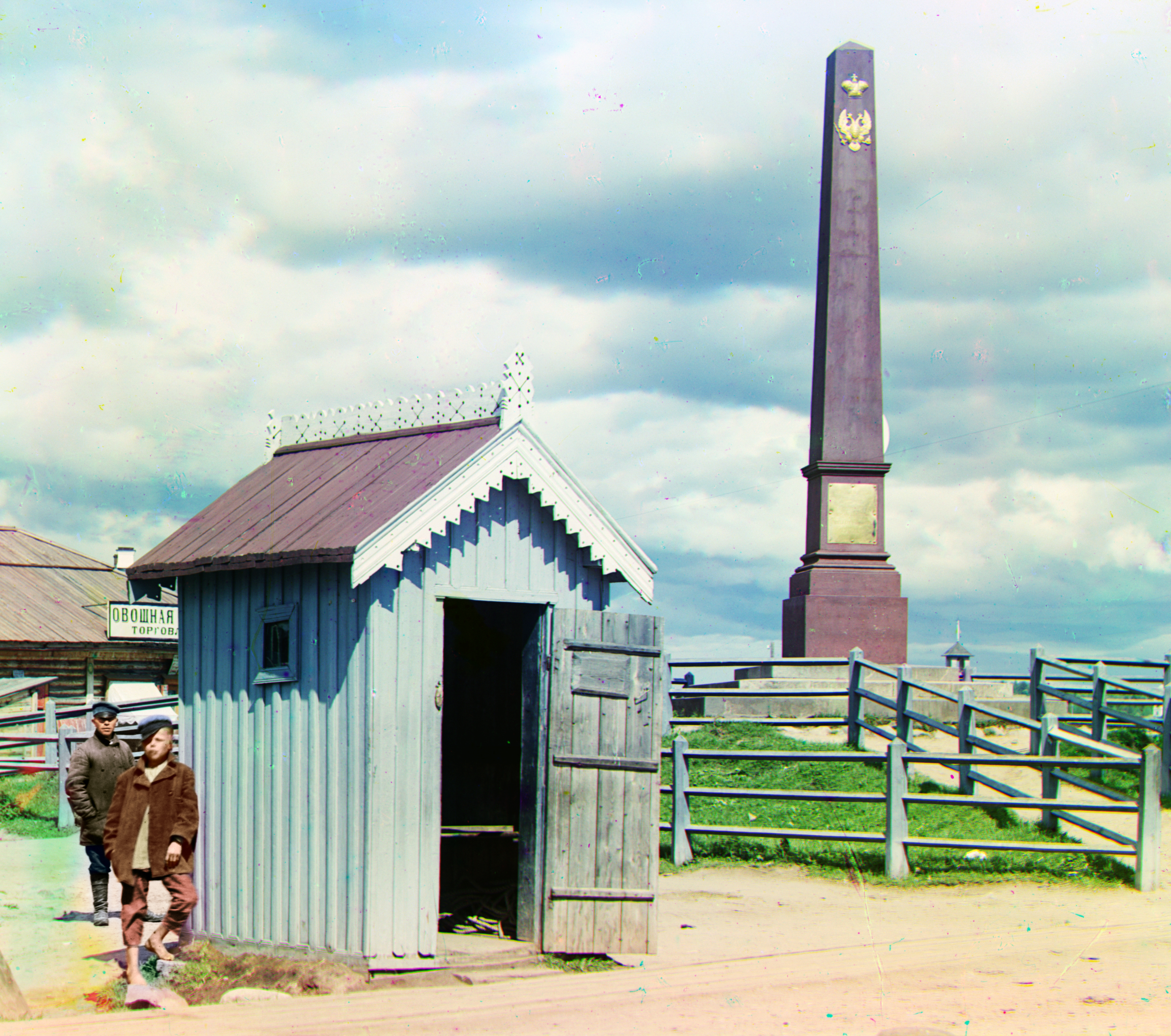
Вознесенье. Памятник строителям Онежского канала
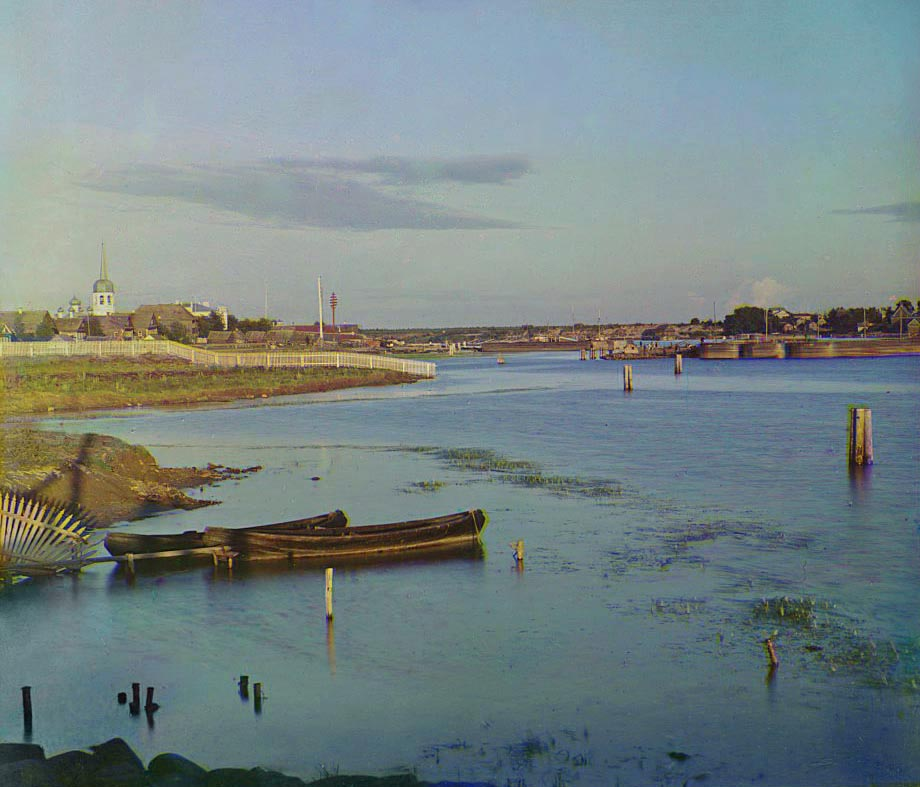
Сясьские Рядки
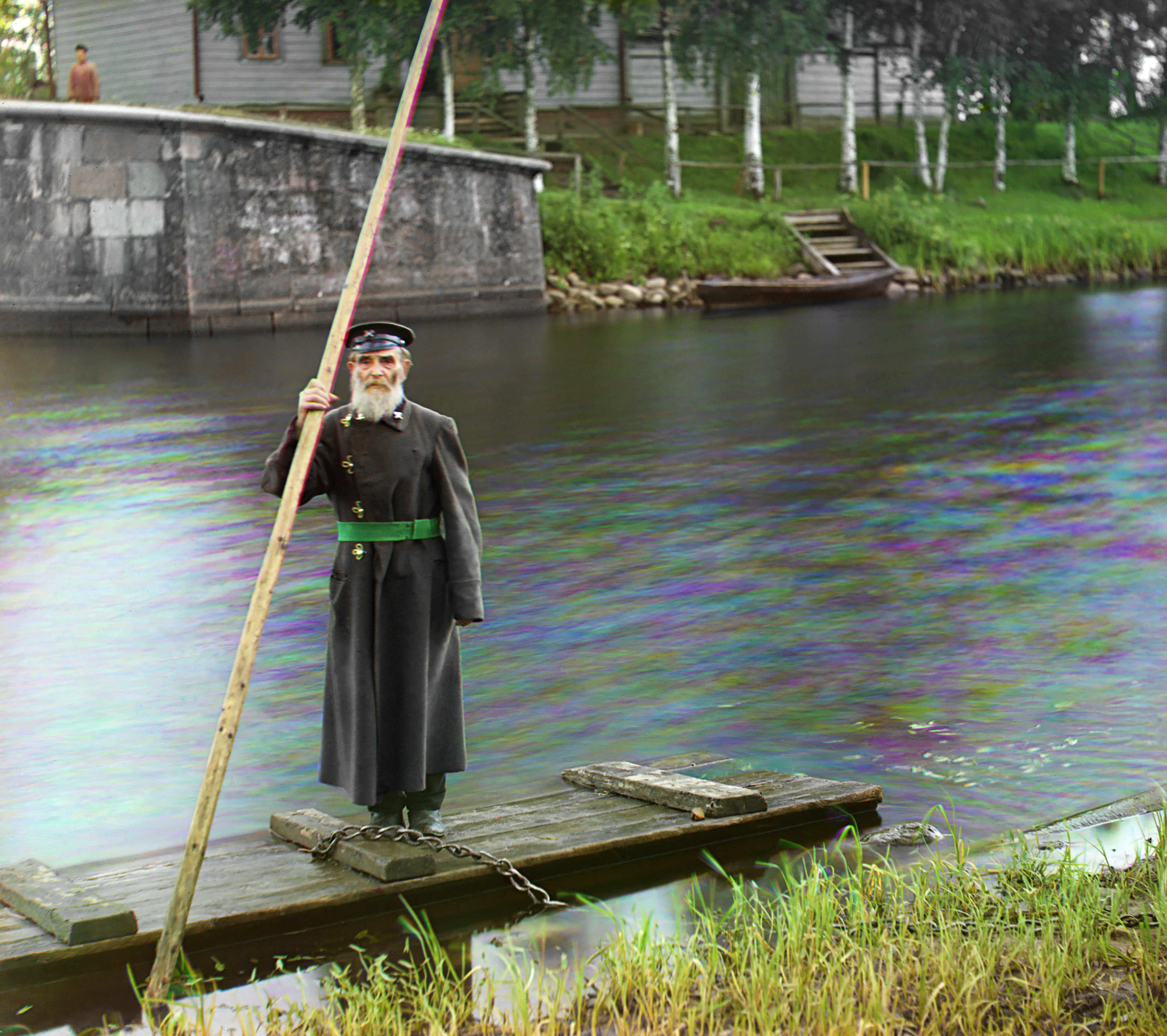
Черниговский шлюз за Дубно на Новоладожском канале
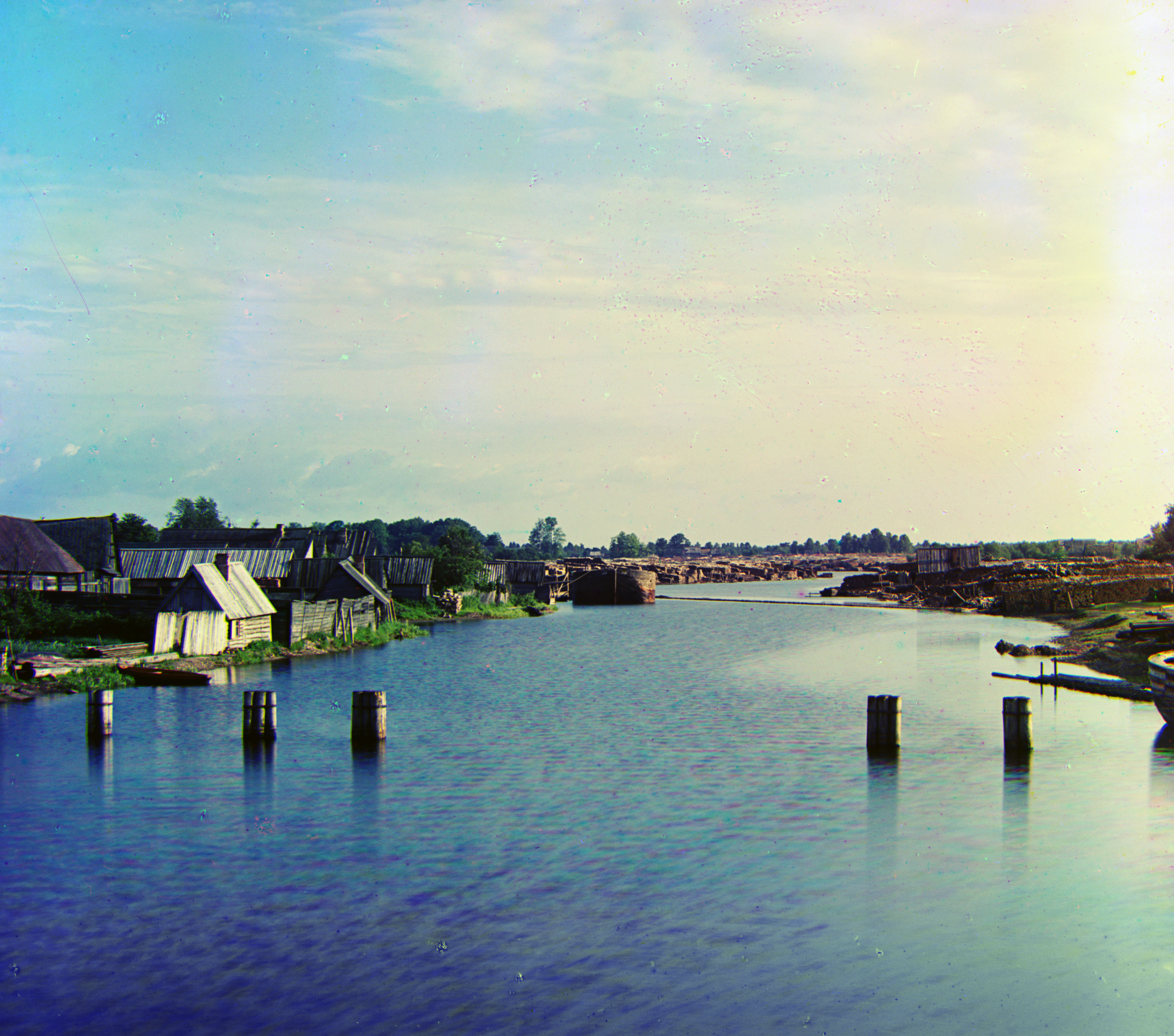
Канал Петра Великого у Назии

## Тяга на Мариинской системе

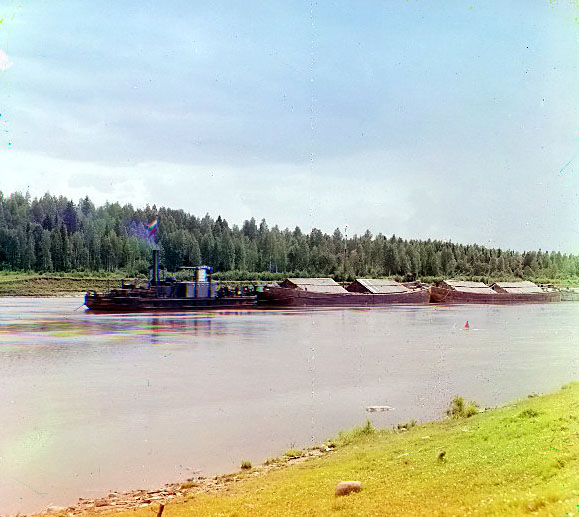
Туер с баржами. 1909 г., фото С. М. Прокудина-Горского

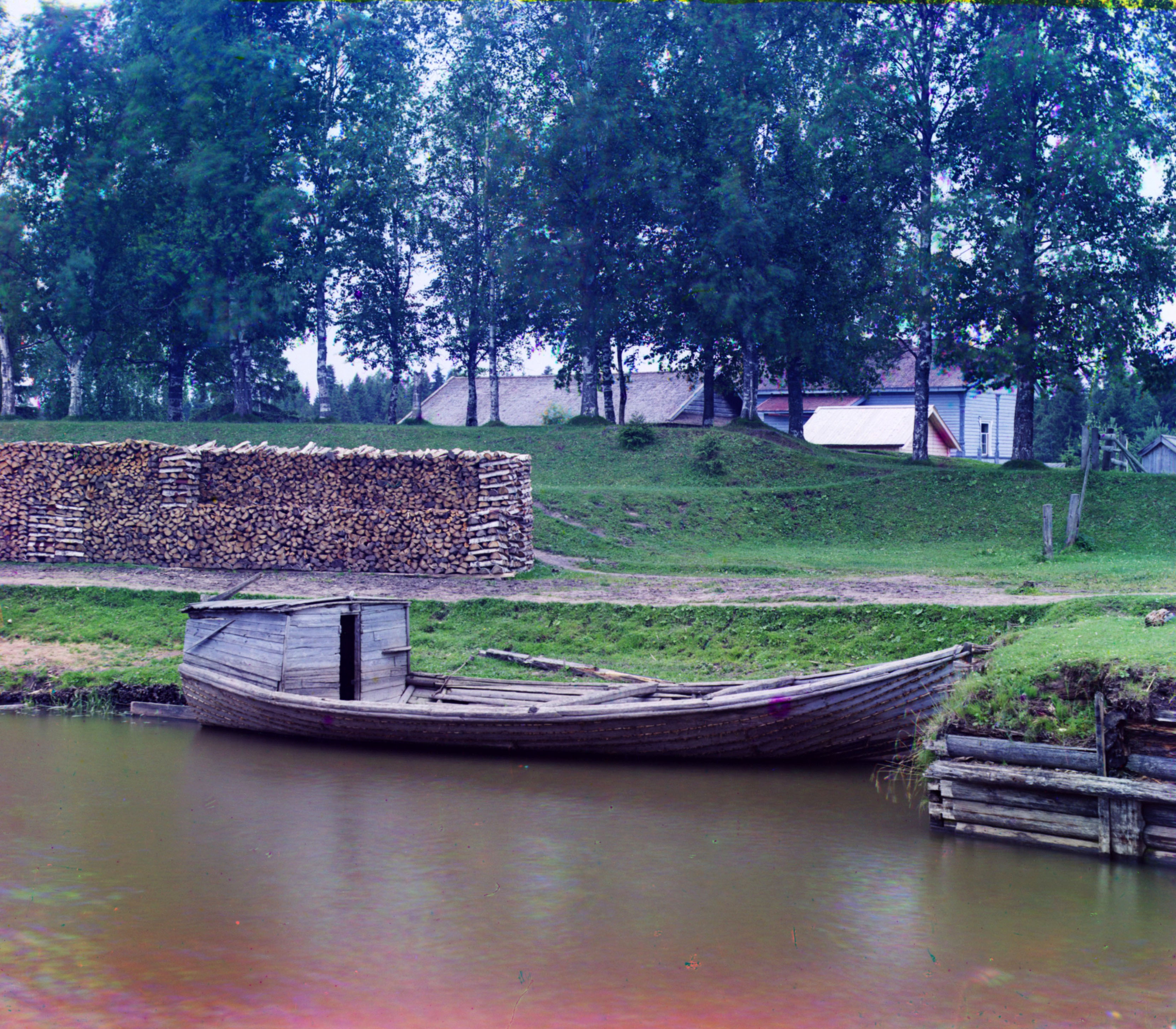
Трешкот. 1909 г.

Землечерпательная машина Мариинская 5-я. 1909 г.

- Пароходы. Буксиры. Самоходные баржи и теплоходы "Общества «Мазут» и «Товарищества братьев Нобель» (первые в мире дизель-электроходы «Вандал», «Скиф», «Сармат»; самоходная баржа «Евгения»).
- Туерная
- Лошадьми — Конная. (Конные конторы находились: м. Чайка (шлюз «Безопасность»), Белозерск, м. Круглое (шлюз «Польза»), с. Константиновские Пороги (шлюз Св. Константина), д. Тяпуги (шлюз Св. Андрея), Вытегра (шлюз Св. Сергия), м. Мегра на Онежском кан., с. Вознесенье).
- Людская — Бурлацкая (использовалась до переустройства 1890—1896 гг.)

#### Суда
- Расшива
- Тихвинка
- Баржа Малютина «Американка»
- Полулодок
- Унжак Рыбинский
- Унжак крытый
- Мариинка
- Полуберлина
- Полубарка
- Трешкоут (Трешкот)
- Сойма
- Ял

#### Пароходства
- Товарищество Шлиссельбургского пароходства.

Суда: «Вера», «Ладога», «Опочинин», «Первенец», «Сберд», «Скобелев» (пожарная донка). Сообщение: Новая Ладога — Лодейное Поле.
- Онежское пароходное общество.

Суда: «Ап. Павел», «Ап. Пётр», «Вознесенье», «Геркулес», «Кивач», «Петербург», «Петрозаводск», «Св. Николай», «Свирь». Сообщение: р. Вытегра — Онежский кан., село Сермаксы — Петрозаводск — Повенец, Петрозаводск — Кондопога.
- Товаро-пассажирское пароходство С. И. Балдина.

Суда: «Белозерск», «Мария». Сообщение: Белозерск — шлюз Св. Андрея.
- Пассажирское пароходство Наследников П. П. Капорулина.

Суда: «Пётр». Сообщение: Белозерск — шлюз Св. Андрея.
- Пассажирское пароходство (Товарищество) Милютиных и Ко.

Суда: «В. К. Владимир», «Восток», «Северянин», «Лёгкий» (администр. по делам А. И. Милютина). Сообщение: Рыбинск — Череповец — Чайка (шл. «Безопасность») — Белозерск.
- Коммерческо-Крестьянское пароходство.

Суда: «Владимир», «Гражданин», «Григорий», «Мария», «Михаил», «Николай», «Общество Крестьян 1-й». Сообщение: Рыбинск — Череповец.
- Кирилловское товаро-пассажирское и буксирное пароходство. Сообщение: Череповец — Топорня.
- Товарищество лёгкого пассажирского пароходства по р. Шексне. Суда: «Вячеслав».
- Пароходство А. А. Ишанина. Суда: «Вытегра».
- Пароходство А. Н. Чернышёва.

Суда: «Птичка». Сообщение: Рыбинск — село Вольское.

#### Служебные суда
- Землечерпательница «Мариинская I» (построена в 1867 г. на заводе Кокериль, собрана в С.-Петербурге; корпус железный, длина — 12 саж., ширина — 2,5 саж.)
- «Мариинская II»
- «Мариинская III» для работ на Белозерском канале, колуарная, с жилым судном для команды и понтоном для противовеса колуару (собрана в С.-Петербурге в 1878 г. из заграничных котлов и механизмов; 85 л. с.; длина — 13,15 саж., ширина — 3,30 саж.)
- «Мариинская IV» (куплена в 1887 г., машина построена на заводе бр. Габер в Лионе, корпус деревянный, длина — 14 саж., ширина — 4 саж.)
- «Мариинская V» (построена в 1908 г. на Сормовском заводе, корпус железный, длина — 12 саж., ширина — 4,15 саж.)
- «Шекснинская I»
- «Шекснинская II»
- «Сиговец»
- Пожарный пароход «Пожарный» (построен в 1904 г. на заводе «Ильс и сын» в С.-Петербурге; винтовой, 90 л. с., 14 вёрст/час, длина — 9 саж., ширина — 1,9 саж.; производительность насосов: пожарных — 20 000 вёдер/ч, водоотливных — 16 000 вёдер/ч).
- «Кама» — паровой барказ для инспекторского надзора (передан из Казанского округа ПС в 1891 г., двухвинтовой, 18 л. с., скорость 10,5 вёрст/час в стоячей воде).
- «Порозовица» — паровой барказ для инспекторского надзора (построен на заводе Берда в С.-Петербурге в 1876 г.; 40 л. с., скорость 15,5 вёрст/час, корпус медный, длина — 7,55 саж., ширина — 1,38 саж.)
- «Андрей Бирилёв» — пароход для разъезда начальствующих лиц Правления Вытегорского округа МПС (колёсный, корпус железный, 140 л. с., скорость 12 вёрст/час, построен в Бьерненборге на заводе Хольстрем).
- «Чайка» — барказ тюрбинный для разъездов и инспекций заведующего Белозерским каналом (построен в 1892 г. на заводе Крейтона в Або; корпус железный; 48 л. с., 17 вёрст/час; длина — 8,5 саж., ширина — 1,3 саж.)

#### Страхование
- Страховые агенты и конторы страховых обществ: «Россия», «Северное», «Саламандра», «Якорь», «Русское», «Русский Ллойд», 1-е Российское, 2-е Российское, Петроградское Общество страхования.

## Обстановка

Онежское озеро. Спасательная станция. 1909 г.

- Маяки: на Ладоге: Стороженский, Свирский; на Онего: Куликов в 6-ти верстах от истока Свири (деревянный на каменном основании; выс. — 55 фут.); на Белом озере: в устье Ковжи (деревянный), Чёрные Пески (деревянный, 1845 г.)
- Створные знаки: у входа в р. Вытегру (1878 г.)
- Бакены: на Белом озере у истока Шексны и устья Ковжи
- Водомерные посты: Сермаксы (1-го разряда), у Подъяндебского порога (2-го), Важины (2-го), Мятусово (2-го), Вознесенье (1-го), Петрозаводск (1-го), Повенец (1-го), Бесов Нос (1-го), Чёрные Пески (1-го, 1875 г.), устье р. Вытегры (1-го разряда; 1885 г.), шлюз Св. Сергия (1-го), при Ковжской плотине (1-го), шлюз Св. Константина (1-го), шлюз «Польза» у м. Круглое (1-го), у Белозерского водоспуска (1-го), шлюз «Безопасность» у м. Чайка (1-го), шлюз у Крохино (1-го), шлюз у Ниловиц (1-го), шлюз Николая II у Чёрной Гряды (1-го), Череповец (1-го), Вахново (1-го), Козьмодемьянское (1-го), у села Княжич-Городок (2-го разряда).
- Спасательная станция у устья Вытегры (1892 г.)
- Метеорологические станции в Вытегре и Белозерске.
- Гидрометрическая станция в посаде Крохино.
- Телефонные станции
- Караульные будки типовые: деревянные и кирпичные.
- Бечевники
- Верстовые столбы. Пограничные знаки

#### Памятники
- Обелиск строительству Онежского канала в Вознесенье
- Обелиски на месте старого и нового соединения рек Вытегры и Ковжи
- Обелиски строительству Белозерского канала: у устья Ковжи, в Белозерске, у соединения с Шексной.
- Обелиски строительству Ново-Ладожского канала в Новой Ладоге и Шлиссельбурге (не сохранился).
- Обелиски на новом и старом Сясьских каналах
- Петру I в Лодейном Поле